# Petra Rosenberg

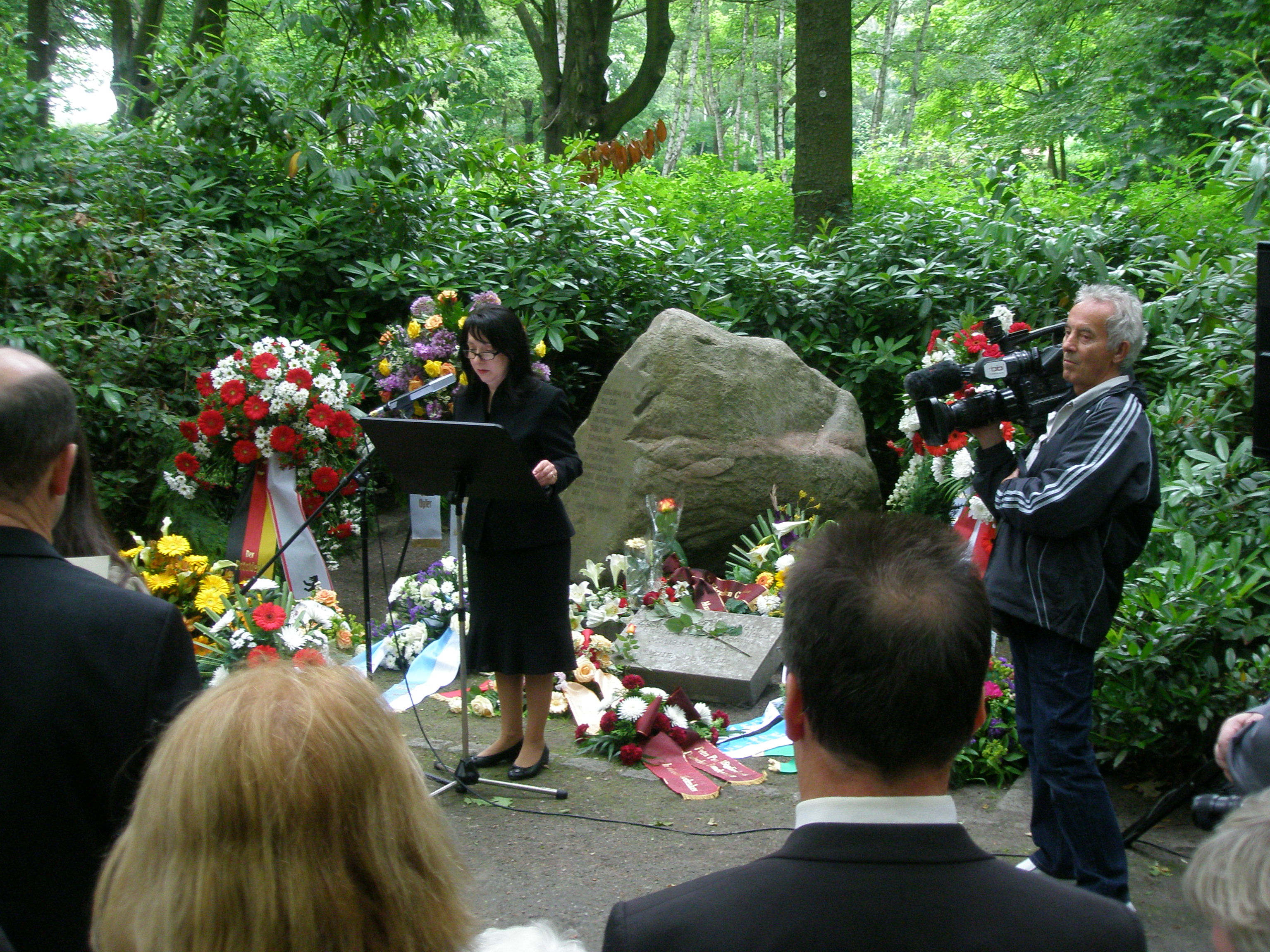
Petra Rosenberg hält eine kurze Rede am Gedenkstein für das Zwangslager für Sinti und Roma in Berlin-Marzahn.

Petra Rosenberg (* 1952 in Berlin) ist eine Berliner Diplom-Pädagogin, Wissenschaftlerin, Autorin und Politikerin. Seit dem Ableben ihres Vaters Otto Rosenberg 2001 ist sie die leitende Vorsitzende des Landesverbandes Deutscher Sinti und Roma Berlin-Brandenburg.

## Leben
Petra Rosenberg wurde 1952 als Älteste von sieben Geschwistern und Tochter des Bürgerrechtlers Otto Rosenberg und seiner Frau Christel Rosenberg in einer Sinti-Familie geboren. Eine ihrer Schwestern ist die Musikerin Marianne Rosenberg, deren Karriere lange Zeit von ihrem Vater gemanagt wurde, bis dieser den Landesverband Deutscher Sinti und Roma Berlin-Brandenburg gründete. Bis zu diesem Zeitpunkt hielten die Familie und Petra Rosenberg selbst ihre Zugehörigkeit zur Gruppe der deutschen Sinti weitgehend geheim, um Diskriminierung zu vermeiden. Petra Rosenberg berichtete in verschiedenen Interviews, dass sie in ihrer Jugend insbesondere im Bildungssystem Diskriminierung erfahren habe. Sie habe aus diesen Gründen das Gymnasium frühzeitig abgebrochen und später den Hauptschulabschluss und schließlich im Alter von 30 Jahren das Abitur nachgeholt, um letztlich Pädagogik an der FU Berlin zu studieren. Das Thema ihrer Diplomarbeit lautete: Bildungspolitische Ausgrenzung von deutschen Sinti und Roma in Vergangenheit und Gegenwart in der BRD. Sie lebt heute in Berlin-Charlottenburg und hat nach dem Tod ihres Vaters den geschäftsführenden Vorsitz des Landesverbandes übernommen. Petra Rosenberg ist Mutter einer Tochter und hat sich in verschiedenen Interviews als Tierfreundin bezeichnet. Schon ihr Vater habe regelmäßig kleine Hunde mit nach Hause gebracht, die von ihren Haltern verstoßen worden waren.
Otto Rosenberg, von dessen Familie mehr als 51 Personen, darunter alle zehn Geschwister, von den Nationalsozialisten ermordet worden waren, hatte mehrere Konzentrationslager, darunter Berlin-Marzahn, Bergen-Belsen und Auschwitz, überlebt und Zwangsarbeit leisten müssen. Durch die Haft, die körperlichen und seelischen Leiden war er nach dem Krieg nicht arbeitsfähig. Seine Frau, Christel, verdiente mit dem Handel von Kurzwaren das Einkommen, das jedoch nicht ausreichte, sodass die Familie von Sozialhilfe abhängig war und in den ersten Lebensjahren Petras in einer Notunterkunft wohnte.
Für die Zeit nach dem Zweiten Weltkrieg hat Petra Rosenberg den Begriff der „zweiten Verfolgung“ mitgeprägt, der die Praxis beschreibt, dass die Familien deutscher Sinti und Roma nach der Zeit der Verfolgung in einem durch Krankheit und Arbeitsunfähigkeit konstruierten Abhängigkeitsverhältnis zum nicht vollständig entnazifizierten Verwaltungsapparat standen, woraus sich eine Kontinuität der Verfolgung und Diskriminierung mit neuen Mechanismen entwickelt habe. So führte ein Gerichtsurteil, das die Entschädigungsansprüche für die Zeit bis 1943 regelte und bis 1963 Gültigkeit besaß, dazu, dass Sinti und Roma keine Entschädigungsansprüche geltend machen konnten. Das Urteil besagte, dass sie nicht aus rassischen Gründen, sondern aufgrund ihrer „asozialen“ Lebensweise der Vernichtung zugeführt worden seien, während Entschädigungsansprüche nur für rassisch Verfolgte bestünden. Im Zuge dessen wurde ein Stichtag eingeführt, bis zu dem Anträge gestellt werden konnten und nach dessen Verstreichen Ansprüche auf Entschädigung entfielen. Otto Rosenberg erhielt unter anderem deshalb nie Entschädigung für den Tod seiner Angehörigen. Erst durch den Kampf der Bürgerrechtsbewegung wurde es ihm 1953 möglich, einen Antrag auf Rente zu stellen, der 1957 bewilligt wurde. Auf die ihm zugestandene Leistung von 12.000 DM wurde jedoch die bereits gezahlte Sozialhilfe angerechnet, sodass nur 7700 DM übrig blieben. Für die Familie Rosenberg blieb somit die Verbesserung ihrer ökonomischen Lebensverhältnisse aus. Die Situation der Familie verbesserte sich erst durch die Musikkarriere von Petras Schwester Marianne.
Lange Zeit riet Otto Rosenberg seinen Kindern, ihre Herkunft geheim zu halten, um nicht Ziel rassistischer Gewalt zu werden. Mit der Gründung des Landesverbandes und seinem eigenen öffentlichen Wirken bekannten sich schließlich auch seine Kinder, sowohl die in der Öffentlichkeit stehende Marianne als auch Petra, die bereits zu Lebzeiten ihres Vaters dessen Tätigkeit im Verband unterstützte, zur Zugehörigkeit zur Gruppe der Sinti und Roma. In ihrer Kindheit sang Petra oft gemeinsam mit ihrer Schwester, jedoch als zweite Stimme. Das Trauma ihres Vaters war ein prägender Teil ihres Erlebens in der Jugend und dem jungen Erwachsenenalter, weshalb sie sich in ihrer Arbeit bis heute an seinem Leben und Wirken orientiert. Als Älteste trug sie die Verantwortung für ihre jüngeren Geschwister. Während des Studiums arbeitete sie eine Zeit lang in einem Kaufhaus und der Buchhaltung.

## Politisches Wirken in Berlin-Brandenburg
Als geschäftsführende Vorsitzende des Landesverbandes Deutscher Sinti und Roma Berlin-Brandenburg e.V. ist sie seit 2001 die Nachfolgerin ihres Vaters. Als solche setzt sie sich politisch für Chancengleichheit, Bildungsgerechtigkeit, Emanzipation und die Stärkung von Frauen aus der Gemeinschaft ein. Zu ihren Aktivitäten, die direkt mit denen des Verbandes verknüpft sind, gehören zudem vor allem neben Aufklärungs- und Erinnerungsarbeit in Bildungseinrichtungen sowie in politischen Gremien, auf Podien und in Workshops die Bearbeitung von Entschädigungsverfahren, die Betreuung von Opfern des Nationalsozialismus, deren Angehörigen und Nachfahren sowie der politische Einsatz gegen Diskriminierung von neu zugewanderten Roma und Sinti aus anderen Staaten.
Ein Fokus ihrer Arbeit liegt auf der Bildung und dem Empowerment junger Menschen. Regelmäßig führt sie Schulklassen durch Ausstellungen wie die des Verbandes über die im Nationalsozialismus verfolgten Sinti und Roma Berlins.
Gemeinsam mit ihrem Vater setzte sich Rosenberg für das Denkmal für die im Nationalsozialismus ermordeten Sinti und Roma Europas ein, das 2012 in Berlin eingeweiht wurde.
Nach umfangreicher Recherche erreichte sie auf dem Gelände des ehemaligen NS-Zwangslagers Berlin-Marzahn die Errichtung eines Gedenkortes (2010) und eines „Ortes der Erinnerung und Information“ (2011), der heute die Gedenkstätte Zwangslager Berlin-Marzahn ist.
Petra Rosenberg setzt sich seit Jahren auch für die LGBT-Bewegung ein. So unterstützte sie in Berlin im Namen des Landesverbandes am Standort der Gedenktafeln, die an die im Umfeld Magnus Hirschfelds entstandene homosexuelle Emanzipationsbewegung erinnern, die Errichtung eines Denkmals.

## Bildung von und über Sinti und Roma
Mit ihrer Diplomarbeit Bildungspolitische Ausgrenzung von deutschen Sinti und Roma in Vergangenheit und Gegenwart in der BRD beschrieb Petra Rosenberg erstmals wissenschaftlich die systematische Ausgrenzung und Segregation dieser Gruppe im deutschen Bildungssystem. Im Rahmen ihrer wissenschaftlichen Tätigkeit hat sie an mehreren Publikationen über den Umgang mit Rassismus im Schulsystem mitgewirkt. Ihre Biographie ist Teil des Methodenbuches Mehrheit, Macht, Geschichte, einer Publikation des Anne Frank Zentrums, mit dem Schüler und Schülerinnen im Unterricht empathische Kompetenzen für Menschengruppen, die von Flucht, Verfolgung und Vertreibung betroffen sind, trainieren können.
Im Rahmen ihrer politischen Arbeit, u. a. in der Dokumentation Petra Rosenberg – Zwischen Verfolgung und Selbstbehauptung, berichtet Rosenberg, wie sie im Studium zum Thema Prostitution im Nationalsozialismus, einem Forschungsfeld, zu welchem der Forschungsstand zu jenem Zeitpunkt gering war, eine sehr gute Studienleistung im Fach Soziologie erbringt, unter anderem durch die Unterstützung ihres Vaters, der diesen sensiblen Themenkomplex bereits in seiner Biographie aufgegriffen hatte.

## Intertextualitätsdiskurs nationalsozialistischer Semantik und Sozialstruktur
Petra Rosenberg leistete einen Beitrag zum poststrukturalistischen Intertextualitätsdiskurs nationalsozialistischer Semantik und Sozialstruktur, indem sie den Zigeuner-Begriff in seiner Funktion und realpolitischen Anwendung dekonstruiert. In einem Beitrag für das Informations- und Dokumentationszentrum für Antirassismusarbeit erörtert sie die Problematik seiner Nutzung:

„Mit dem Begriff ‚Zigeuner‘ verbinden die meisten Menschen im günstigen Fall Klischeevorstellungen wie feurige ‚Zigeunermusik‘, Lagerfeuerromantik und tanzende Frauen in langen bunten Röcken. Im Gegensatz zu diesen noch scheinbar harmlosen Klischees gegenüber Sinti sowie auch Roma stehen allerdings schwerwiegende und diskriminierende Assoziationen im Vordergrund. Nach wie vor assoziieren große Teile der Bevölkerung Handlungen wie Stehlen, Betteln und Betrügen mit dem Begriff ‚Zigeuner‘. Sinti sowie Roma, von wenigen Ausnahmen abgesehen, empfinden die Bezeichnung ‚Zigeuner‘ nicht nur deshalb als diskriminierend, weil sie unter der gleichen Bezeichnung von den Nationalsozialisten verfolgt wurden, sondern auch, weil dieser Begriff eingängige und negative Klischeevorstellungen und Stereotype nach sich zieht. Daher will ich das Wort ‚Zigeuner‘ nicht mehr hören. Die korrekten Bezeichnungen ‚Sinti oder Roma‘ haben sich auf politischer Ebene etabliert. In der ethnologischen sowie in der soziologischen Wissenschaft hat sich spätestens nach 1945 durchgesetzt, alle Ethnien mit ihrer Eigenbezeichnung zu benennen, beispielsweise ‚Inuit‘ anstatt ‚Eskimos‘, ‚Samen‘ statt ‚Lappen‘, ‚Sorben‘ statt ‚Wenden‘ und ‚Lakota/Dakota‘ anstatt ‚Sioux‘. Der Begriff ‚Zigeuner‘ ist eine diskriminierende Fremdbezeichnung. Sinti sowie Roma haben sich — in ihrer eigenen Sprache, dem Romanes, — nie als ‚Zigeuner‘ bezeichnet. Dieses Wort existiert in unserer Sprache nicht. Einer besonderen Anmaßung kommt es gleich, wenn einzelne Historiker_innen und Autor_innen erklären, dass die Eigenbezeichnung der Sinti und Roma eine ‚Umbenennung‘, eine ‚neue Bezeichnung‘ oder gar ein ‚Namenswechsel‘ sei. Diese Behauptungen sind schlichtweg falsch und bestenfalls dazu geeignet, die Dominanz der Mehrheitsgesellschaft zu zementieren, die sich auf das Recht der Gewohnheit beruft und Minderheiten auch auf diese Weise ihre vermeintliche Überlegenheit und Macht demonstriert. Die Begründung, die Bezeichnung ‚Zigeuner‘ müsse für zurückliegende Epochen beibehalten werden, ‚um die historische Kontinuität und Realität zu verdeutlichen und im Weiteren auch aus Respekt vor denjenigen, die unter diesem Namen verfolgt wurden,‘ ist eine absurde Aussage und zeugt von mangelnder Recherche und verweigertem Respekt gegenüber Sinti und auch Roma. Auch die Argumentation, Begriffe wie ‚Zigeuner-Musik‘ und ‚Zigeuner-Romantik‘ seien mit positiven Assoziationen belegt und stellten daher keine Diskriminierung dar, ist zu kurz gegriffen. Denn diskriminierend ist nicht nur die Zuschreibung von negativ bewerteten Eigenschaften, sondern auch angeblich positiver Kennzeichen wie beispielsweise der Musikalität. Beides schreibt Gruppenmerkmale als unveränderbar und identitätsstiftend fest. Einer Gruppe typische Merkmale zuzuschreiben, wird dem Einzelnen nie gerecht. Dabei ist es völlig irrelevant, welche Inhalte damit verbunden werden, denn Grundlage der Einschätzung Einzelner ist immer ein Bild von der eingebildeten Gesamtheit. Der Versuch, Sinti sowie Roma immer wieder als ‚Zigeuner‘ zu degradieren, ignoriert ihre Eigenbezeichnungen und verdeutlicht die noch immer stattfindende gesellschaftliche Ausgrenzung und Unterdrückung dieser Minderheiten, denen das Recht auf ihre ursprünglichen, in der eigenen Sprache tradierten Bezeichnungen abgesprochen wird.“

In ihrem Interviewbeitrag Zwischen Verfolgung, Diskriminierung und Selbstbehauptung geht Rosenberg weiterreichend auf die Nutzung des Begriffes durch Angehörige der Gruppen selbst ein und die Parallelen in der Kontinuität der Problematik:

„„Ich würde sagen, dass sich die Mehrheit der Sinti und Roma auch als Sinti und Roma verstehen. Sicherlich gibt es Leute, wenn man sie befragt: Was sind sie? Dann sagen sie: Zigeuner. Das hat natürlich unterschiedliche Gründe. Zum einen weil halt diese Leute, also wir, gar nicht mehr daran glauben, dass die Mehrheitsgesellschaft unsere Eigenbezeichnung akzeptiert oder überhaupt verstanden hat. Zum anderen ist das teilweise, wie soll man sagen, ne Überlebensstrategie. Ja, ich bin Zigeuner, lassen sie mich in Ruhe.[…] Wir verstehen uns als Sinti und Roma. Gerade wenn es jetzt um die Inschrift des Mahnmals geht für die ermordeten Sinti und Roma.[…] Da kommen dann ganz schlaue Leute daher und sagen uns, wie wir uns zu nennen haben und wie wir eigentlich schon immer uns nannten. Man meint, wir seien schon immer Zigeuner gewesen. Wenn wir in unserer Sprache sprechen – das ist das Romenes - […] dann unterbrechen wir doch nicht und reden plötzlich das deutsche Wort Zigeuner. Denn wir sagen wir sind Sinti und sagen das auf Romenes. Dann sagen wir das doch so in unserer Sprache, wir verstehen uns als Sinti oder Roma. Und es ist nicht so, dass wir ursprünglich Zigeuner hießen und wir uns jetzt irgendwann im Rahmen der Bürgerrechtsbewegung umbenannt haben in Sinti und Roma. Nein. Wir nannten uns schon immer Sinti oder Roma.““

Mit ihrer Position schließt sich Rosenberg damit dem Diskurs von Margareta Matache und Alexandra Opera an, die die Positionen führender Gelehrter auf dem Gebiet in ihrer Publikation Reclaiming the Narrative: A Critical Assessment of Terminology in the Fight for Roma Rights als vehement ablehnend gegenüber den von der Dominanzgesellschaft verwendeten Fremdbezeichnungen für die Gruppen der Sinti und Roma analysieren und sich argumentativ für die Notwendigkeit der Tabuisierung und Illegalisierung von Fremdbezeichnungen aussprechen.

## Lehraufträge
- 2002 FU Berlin
- 2003 TU Berlin

## Auszeichnungen
- 2013: Verdienstkreuz am Bande des Verdienstordens der Bundesrepublik Deutschland[14]
- 2019: Otto-Pankok-Preis[15]
- 2020: Verdienstorden des Landes Berlin[16]

## Veröffentlichungen (Auswahl)
- Petra Rosenberg/Měto Nowak: Deutsche Sinti und Roma: eine Brandenburger Minderheit und ihre Thematisierung im Unterricht[17]
- Petra Rosenberg: Bezeichnungen … und was zwischen den Zeilen steht[12]

## Einzelbelege
1. ↑  Sinti und Roma. Eine deutsche Geschichte. ZDF History, 17. September 2020, abgerufen am 5. Oktober 2020.
2. ↑  der Begriff "beräderte Notunterkunft" sollte verständlicher formuliert werden.
3. ↑  Waltraud Schwab: „Mein Mädchen, warum weinst du?“ taz, 24. Oktober 2012, abgerufen am 5. Oktober 2020.
4. ↑  Gemeinsames Symposium des Bundesgerichtshofs und des Zentralrats Deutscher Sinti und Roma. In: Mitteilungen der Pressestelle, Nr. 42/2016. Bundesgerichtshof, 17. Februar 2016, abgerufen am 5. Oktober 2020.
5. 1 2  Petra Rosenberg - Zwischen Verfolgung, Diskriminierung und Selbstbehauptung. Abgerufen am 5. Oktober 2020.
6. ↑  Marianne und das Rosenberg-Problem. In: B.Z. Axel Springer Verlag, 20. Februar 2011, abgerufen am 5. Oktober 2020.
7. ↑  Homepage Landesverbandes Deutscher Sinti und Roma Berlin-Brandenburg e.V.
8. ↑  „Die Verbindung ist nie abgerissen“. In: taz.de (Interview), abgerufen am 9. September 2010
9. ↑  P.Z., Berg: Zeitzeugengespräch mit Petra Rosenberg. Albert-Einstein-Realschule der Stadt Wesseling, abgerufen am 5. Oktober 2020.
10. ↑  Die erfolgreiche Initiative für die Errichtung eines Denkmals am Magnus-Hirschfeld-Ufer zur Erinnerung an die erste politische Bewegung von Homosexuellen, die Ende des 19. Jahrhunderts in Berlin beginnt. LSVD, abgerufen am 5. Oktober 2020.
11. ↑  Anne Frank Zentrum (Hrsg.): Mehrheit, Macht, Geschichte. 7 Biografien zwischen Verfolgung, Diskriminierung und Selbstbehauptung. Verlag an der Ruhr, Berlin 2007, ISBN 3-8346-0282-5.
12. 1 2  Petra Rosenberg: Bezeichnungen...und was zwischen den Zeilen steht. In: Informations- und Dokumentationszentrum für Antirassismusarbeit e.V. (Hrsg.): Reader für Multiplikator_innen in der Jugend- und Bildungsarbeit Antiziganismus — Rassistische Stereotype und Diskriminierung von Sinti und Roma Grundlagen für eine Bildungsarbeit gegen Antiziganismus. Düssel-Druck & Verlag GmbH, Düsseldorf 2014 (idaev.de [PDF]).
13. ↑  Margareta Matache, Alexandra Operea: Reclaiming the Narrative: A Critical Assessment
of Terminology in the Fight for Roma Rights. In: European Network Against Racism and Central Council of German Sinti and Roma (Hrsg.): Dimensions of Antigypsyism in Europe. Brüssel 2019, ISBN 978-2-9601308-2-9, S. 276–300 (enar-eu.org [PDF]).
14. ↑  Bezirksbürgermeister gratuliert Petra Rosenberg, der Vorsitzenden des Landesverbandes Deutscher Sinti und Roma Berlin-Brandenburg, zur hohen Auszeichnung. Pressemitteilung des Landes Berlin, 17. Juli 2013
15. ↑  "Otto-Pankok-Preis" für Menschenrechtlerin Petra Rosenberg (Memento des Originals vom 17. Juni 2019 im Internet Archive)  Info: Der Archivlink wurde automatisch eingesetzt und noch nicht geprüft. Bitte prüfe Original- und Archivlink gemäß Anleitung und entferne dann diesen Hinweis. Berliner Morgenpost, 22. Mai 2019
16. ↑  Michael Müller verleiht den Berliner Landesorden (Memento des Originals vom 8. Oktober 2020 im Internet Archive)  Info: Der Archivlink wurde automatisch eingesetzt und noch nicht geprüft. Bitte prüfe Original- und Archivlink gemäß Anleitung und entferne dann diesen Hinweis., Pressemeldung
17. ↑  Petra Rosenberg, Meto Nowak: Deutsche Sinti und Roma: eine Brandenburger
Minderheit und ihre Thematisierung im Unterricht. Hrsg.: Zentrum für Lehrerbildung an der Universität Potsdam. Potsdam 2010 (https://publishup.uni-potsdam.de/opus4- ubp/frontdoor/deliver/index/docId/4717/file/zfl_sinti_und_roma.pdf).

| Personendaten    | Personendaten                                                                   |
| ---------------- | ------------------------------------------------------------------------------- |
| NAME             | Rosenberg, Petra                                                                |
| KURZBESCHREIBUNG | deutsche Sozialpädagogin; Vorsitzende des Verbands der Sinti und Roma in Berlin |
| GEBURTSDATUM     | 1952                                                                            |
| GEBURTSORT       | Berlin                                                                          |